# Umbrella
Umbrella Corporation, або просто Umbrella (з англ. Парасолька, трансліт. Амбрелла, в деяких джерелах Умбрелла) — військова фармацевтична корпорація у всесвіті Resident Evil, заснована 22 жовтня 1968 року. Згідно з сюжетом, корпорація була одним з найбільших фармацевтичних конгломератів, що базуються в Європі. Umbrella офіційно розробила і впровадила широкий спектр лікарських засобів, косметичних продуктів та інших похідних, таких як продукти харчування. Крім того, корпорація вела розробки в галузі біологічної зброї і успішно продавала його терористичним організаціям, що було основним джерелом доходів корпорації.
Логотип корпорації складається з восьмикутника, розділеного на вісім сегментів червоного і білого кольорів, стилістично нагадуючи розкриту парасолю. Також сукупність червоних сегментів являє собою великий червоний хрест, подібність символу лицарського ордену тамплієрів. Назва компанії безпосередньо пов'язана зі слоганом: «Майбутнє людства в безпеці під нашою парасолькою» (англ. Humanity's future is safe under our umbrella), пізніше «Наш бізнес — це саме життя» (англ. Our business is life itself).
Umbrella володіє декількома добре захищеними і замаскованими базами, суднами, космічними супутниками і має власну армію.

## T-вірус
Засновниками корпорації є Озвелл В. Спенсер (англ. Ozwell E. Spencer), Едвард Ешфорд (англ. Edward Ashford) і Джеймс Маркус (англ. James Markus). У 1966 році вони вивчають якусь рослину, що виростає тільки в певній місцевості в Африці, і в результаті експериментів отримують перший дослідний зразок вірусу «Прабатько».
Його випробують в секретній лабораторії компанії, що розміщена під особняком в Арклейських горах, неподалік міста Раккун-Сіті. Першою піддослідною стала Ліза Тревор (англ. Liza Trevor), дочка головного архітектора особняка Джорджа Тревора (англ. George Trevor). Але вірус «Прабатько» не давав необхідних результатів. У 1978 році Джеймс Маркус (англ. James Markus) успішно схрещує ДНК п'явки з вірусом «Прабатько» і отримує перший зразок T-вірусу. За своїми властивостями T-вірус впливає на регенерацію клітин живих організмів. Але зворотною стороною вірусу, його побічними ефектами були зниження рівня мозкової діяльності, уповільнення реакцій, розкладання тканин, підвищення агресивності і канібалізм. Новий вірус був успішно випробуваний і став для корпорації надією в домінуванні на міжнародному ринку фармацевтичних компаній. Люди, що потрапляли під вплив вірусу, ставали одержимими зомбі. Цей вид біологічної зброї вперше був випробуваний у 1998 році шляхом зараження всього персоналу в особняку.
Для тестування ефективності створеного за допомогою вірусу монстра — Тирана — Umbrella посилає свого агента Альберта Вескера в поліцейський департамент Раккун-Сіті, звідки під його лідерством спеціальний загін S.T.A.R.S. попрямував до місця розташування лабораторії. Членам загону нічого не було відомо про діяльність корпорації, вони займалися розслідуванням причини численних зникнень людей в цій області. Таким чином, корпорація отримала можливість випробувати свої творіння на загоні добре підготовлених і екіпірованих бійців. Попри небезпеку, кільком членам загону S.T.A.R.S. вдалося вижити і вибратися звідти, але ожилі мерці почали наздоганяти і пожирати їх, знищивши лабораторію.
Останнім відомим інцидентом з використанням T-вірусу є зараження судна корпорації Umbrella в 2002 році.

## G-вірус

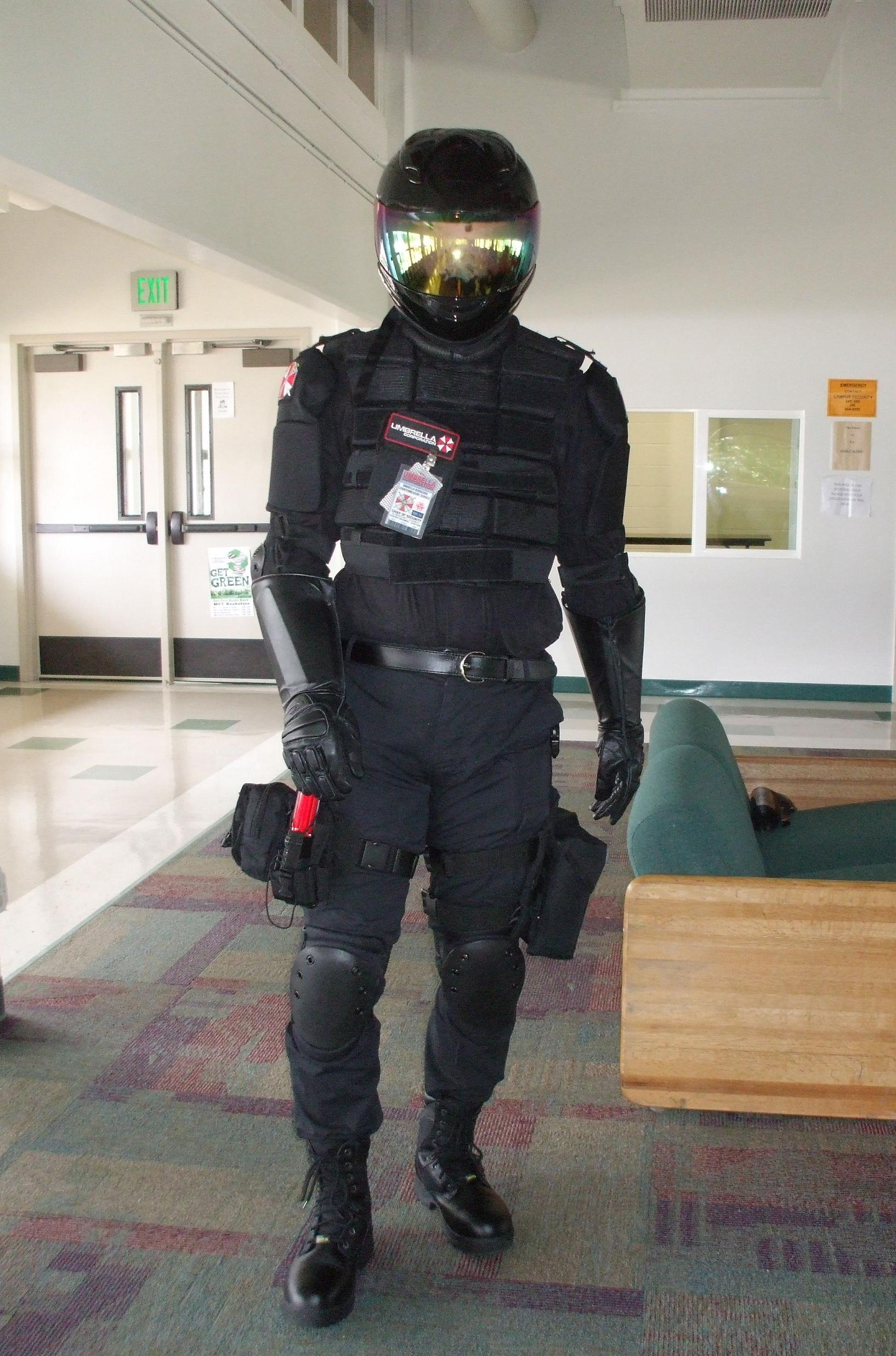
Охоронець «Umbrella» з символікою компанії. Косплей персонажа фільму «Оселя зла 2: Апокаліпсис»

Корпорація Umbrella мала ще одну секретну лабораторію, розташовану прямо під Раккун-Сіті, якою керував учений Вільям Біркін (англ. William Birkin), під керівництвом якого була створена модифікація T-вірусу, що отримала назву G-вірус. Головна відмінність нової розробки полягала в еволюції істоти в новий вид, здатний розмножуватися самостійно. Звідси літера «G» у назві — «God» (укр. Господь). Для розмноження йому був потрібний організм, пов'язаний з носієм G-вірусу прямими родинними зв'язками (діти, батьки, рідні брати/сестри). У разі відсутності родинних зв'язків між носієм G-вірусу і кандидатом на зараження в організмі другого розвивалася абсолютно нова жива істота, яка згодом виривалась з організму носія і розвивалась самостійно. Запліднення відбувається за допомогою прямого впровадження ембріона від G-мутанта всередину жертви, через рот. У разі контакту з малою кількістю G-вірусу ефект схожий з дією T-вірусу — жертва перетворюється в зомбі в результаті регенеративної діяльності вірусу в організмі. Чим більший вплив вірусу на організм, тим сильніших мутацій він зазнає. Через укуси й подряпини G-вірус (як і T-вірус та багато інші мутагенів всесвіту Resident Evil) не передається.
Згодом Вільяма Біркіна атакували і важко поранили оперативники Umbrella, які намагалися вилучити дослідний зразок вірусу. Щоб запобігти своїй смерті, він зробив ін'єкцію G-вірусу і став безконтрольно мутувати під його впливом. Він погнався за солдатами, розтоптав їх, а заодно і захоплений ними дослідний зразок вірусу. В результаті вірус був рознесений пацюками з каналізаційних колекторів і в місті почалося масове зараження людей.
У підсумку президент США вирішив знищити Раккун-Сіті тактичним ядерним вибухом, щоб приховати наслідки катастрофи в місті і причетність уряду до розробки біологічної зброї.

## T-Вероніка
Створений на базі T-вірусу Александром Ешфордом (англ. Alexandr Ashford) в 1970-х роках і доопрацьований згодом його дочкою Алексією. Відомі люди, заражені вірусом, — Александр Ешфорд, його донька та Стів Бернсайд (англ. Steve Burnside). Цей вірус кардинально відрізняється від T-вірусу і по схожості є ближчим до G-вірусу. Він діє так, щоб кожен індивід отримував унікальні зміни в організмі, таким чином всі жертви T-Вероніки будуть суто індивідуальні, але якщо ввести вірус без попередніх дослідів, то зрештою піддослідний просто втратить розум і стане чимось схожим на жертв G-вірусу. Алексія Ешфорд, дочка Александра, доопрацювала вірус з використанням ДНК мурах. Вона також виявила, що вірус повинен пробути в тілі носія 15 років при зниженій температурі шляхом інкубації. При дотриманні цієї умови людина, що зазнала впливу T-Вероніки, не втрачає розум та пам'ять і контролює свої дії. Мутація стає підвладна інфікованому.
При всіх своїх позитивних і негативних властивостях T-Вероніка є кращим зразком біологічної зброї через можливість контролю вірусу інфікованим.

## Подальша доля: Уроборос, C-вірус, K-вірус
Після інциденту в Раккун-Сіті Umbrella перебувала на межі розорення. Її акції впали в ціні і, таким чином, приблизно до 1999 року вона збанкрутувала.
Однак не всі з колишніх провідних співробітників змирилися з обставинами. Альберт Вескер, що раніше скористався якоюсь з існуючих розробок в галузі генетичних мутацій, щоб поліпшити свою витривалість, був все ще живий і практично невразливий. Вескеру вдалося роздобути всі модифікації T-вірусу, створені Umbrella, з наміром відновити корпорацію.
Для здійснення своєї ідеї він мав намір розробити новий вид вірусу під кодовою назвою «Уроборос» (англ. Uroboros), заснований на ранній модифікації T-вірусу, так званому вірусі «Прабатько», і паразитичних мікроорганізмах Лас-Плаґас, здатних проникати в організм жертви і підкоряти її. На відміну від Лас-Плаґас, «Уроборос» потрапляв в організм через рот (заражені витягали зі своїх ротів «поліпшену версію» паразита Лас-Плаґас і клали в рот жертви). Заражені майже не змінювалися фізично, мали ті ж можливості, що і здорові (могли використовувати вогнепальну зброю), і мали можливість відрізняти господарів від ворогів.
Цей план реалізувати не вдалося через втручання двох агентів міжнародної антибіотерористичної організації BSAA. Старий знайомий Вескера, Кріс Редфілд (англ. Chris Redfield), разом зі своєю напарницею Шевою Аломар (англ. Sheva Alomar) знищив зразки «Уробороса» на одній із засекречених баз в Африці і вбив Вескера.
У середині 2012 року в Польщі зафіксували нові спалахи раніше невідомого C-вірусу. Завдяки Крісу Редфілду і його напарникові Пірсу Нівенсу (англ. Pierce Nivense) вдалося встановити відповідальних за інцидент. Ними була організація Нео-Амбрелла (англ. Neo-Umbrella) на чолі з Карлою Радамес (англ. Carla Radames) — близнюком Ади Вонг, створеним за допомогою вірусу. Нео-Амбрелла створила кілька різновидів вірусу. Перша стандартна версія C-вірусу, при якій заражені не змінювалися психічно, могли перетерпіти фізичні зміни, мали ті ж можливості, що і здорові. Стандартна версія була виключно рідкої форми, як видно в грі, заражені самі кололи собі вірус.
Вірус-К був першим гібридом з вірусів. Зараження могло також передаватися через укуси, заражені люди перетворюються на зомбі, які при цьому мають велику стійкість до куль, стають більш швидкими і розумними, у них прискорюється реакція.

## Цікаві факти
- У 2007 році журнал Forbes поставив компанію на 14 місце в списку найбагатших вигаданих компаній, оцінивши її в 22,6 мільярда доларів[1].
- Косметична компанія Avon представила засіб по догляду за шкірою обличчя, що запобігає старінню клітин. Визначним є той факт, що властивості продукту та його упаковка повністю нагадують продукт корпорації Umbrella — «Regenerate»[2].
- Випускаються парасольки у формі логотипа Umbrella[3].
- Вебсайт GameSpot опублікував першоквітневу статтю нібито від засновника компанії Umbrella до уряду США з проханням виділити 100 мільярдів доларів[4].
- У режисерській версії фільму Атака кобри 2 в одній зі сцен можна помітити контейнер з логотипом Umbrella.
- У грі Marvel vs. Capcom: Infinite корпорація Umbrella об'єднана з А. В. М. в єдину організацію A. I. M.-Brella.